# Alilprodina
La alilprodina es un analgésico opioide análogo de la prodina y perteneciente a la serie de la fenilpiperidina. Fue descubierta por Hoffman-La Roche en 1957 durante la investigación de la petidina (meperidina). 

## Farmacología
La alilprodina es más potente como analgésico (23 veces la potencia de la morfina) que otros fármacos similares, tales como la alfaprodina, debido al grupo alilo de unión a un aminoácido blanco adicional en el sitio de unión sobre el receptor opioide μ (Mu). También es estereoselectiva, con un isómero que es mucho más activo. Ciertos derivados fueron evaluados para comprobar la teoría de que los opioides fenólicos y no fenólicos se unen a diferentes sitios del receptor opiáceo. El perfil de la estructura-actividad de la morfina y opiáceos estrechamente relacionadas ha llevado a la propuesta de que la interacción de la morfina y la alilprodina (alfa-1) con el receptor opioide mu es diferente.

## Efectos secundarios
Además de la analgesia y la sedación, la alilprodina produce efectos secundarios similares a otros opioides tales como náuseas, picazón, vómitos y depresión respiratoria que puede ser fatal.